# Hendrik I van Nassau-Beilstein
Hendrik I van Nassau-Beilstein (ca. 1307 – 24 februari 1378 (1380?)), Duits: Heinrich I. Graf von Nassau-Beilstein, was graaf van Nassau-Beilstein, een deel van het graafschap Nassau, en stamvader van het Huis Nassau-Beilstein. Hij stamt uit de Ottoonse Linie van het Huis Nassau.

## Biografie
Hendrik was de tweede zoon van graaf Hendrik I van Nassau-Siegen en Adelheid van Heinsberg en Blankenberg, dochter van heer Dirk II van Heinsberg en Blankenberg en Johanna van Leuven (een kleindochter van hertog Hendrik I van Brabant).

Hendrik was domheer te Keulen, kanunnik van de Sint-Florin te Koblenz 1326, en provoost van de Dom van Speyer 1329–1334. Hij trad later uit de geestelijke stand. Met zijn broer Otto sloot hij in 1336 een delingsverdrag voor het graafschap van hun vader.
In 1339 huwde Hendrik tegen de wil van zijn vader en broer. Het kwam tot strijd tussen beide broers. Otto sloot een verbond met landgraaf Herman I van Hessen tegen Hendrik. Door bemiddeling van de graven Gerlach I van Nassau en Dirk III van Loon-Heinsberg kon een verzoening bereikt worden. Op 18 juni 1341 volgde een nieuw verdelingsverdrag waarbij Hendrik Beilstein, Mengerskirchen, Eigenberg, Liebenscheid en de heerlijkheid Westerwald met de plaatsen Emmerichenhain, Marienberg en Neukirch werden toegezegd.
Hendrik volgde in 1343 zijn vader op overeenkomstig de in 1336 en 1341 gesloten verdelingsverdragen met zijn broer Otto. Een op 24 januari 1344 hernieuwde deling met Otto na het overlijden van hun vader bracht geen wezenlijke veranderingen in de bezittingen.
Hendrik resideerde overwegend op de Burcht Beilstein. Het relatief kleine graafschap bood Hendrik slechts geringe inkomsten. Al in 1344 moest hij de Burcht Liebenscheid aan de heren van Haiger verpanden. Zijn regering was niet erg roemvol, want hij stak zich keer op keer in de schulden, waarbij zijn vrouw met hem wedijverde. Daarom moest hij talrijke bezittingen en landgoederen verkopen en verpanden.
Hendrik stond aan de zijde van rooms-koning Lodewijk IV ‘de Beier’. Deze stond hem tolheffing in het Westerwald toe. Hendrik inde de tol eerst in Limburg en later in Hachenburg. In de stad Keulen gold hij als een roofridder. Het lukte hem wel om een vete met de stad Keulen te vermijden. Voor Liebenscheid ontving Hendrik in 1360 stadsrechten, maar het lukte hem niet om deze plaats tot stad te ontwikkelen.
Sinds 1374 was zijn zoon Hendrik mederegent. Hendrik overleed vermoedelijk op 24 februari 1378 en werd opgevolgd door zijn zoons Hendrik II en Reinhard.

## Huwelijk en kinderen
Hendrik huwde ca. 1339 met Imagina van Westerburg († 27 juni 1388), dochter van heer Siegfried I van Westerburg en Adelheid van Solms.

Uit dit huwelijk werden geboren:
1. Hendrik II († kort na 12 oktober 1412), volgde zijn vader op.
2. Reinhard († tussen 30 december 1414 en 17 april 1418), volgde zijn vader op.
3. Adelheid († 1365), huwde 1355 met Harmut IV van Cronberg († mei 1369).[2]

## Voorouders
| Voorouders van Hendrik I van Nassau-Beilstein | Voorouders van Hendrik I van Nassau-Beilstein                                                             | Voorouders van Hendrik I van Nassau-Beilstein                                                             | Voorouders van Hendrik I van Nassau-Beilstein                                                             | Voorouders van Hendrik I van Nassau-Beilstein                                                             | Voorouders van Hendrik I van Nassau-Beilstein                                                             | Voorouders van Hendrik I van Nassau-Beilstein                                                             | Voorouders van Hendrik I van Nassau-Beilstein                                                             | Voorouders van Hendrik I van Nassau-Beilstein                                                             |
| --------------------------------------------- | --- | --- | --- | --- | --- | --- | --- | --- |
| Betovergrootouders                            | Walram I van Nassau (ca. 1146–1198) ⚭ Kunigunde (?–1198)                                                  | Otto I van Gelre en Zutphen (?–1207) ⚭ ca. 1185 Richardis van Beieren (?–1231)                            | Frederik III van Leiningen (?–1237) ⚭ 1202/05 Agnes van Eberstein (1185/87–?)                             | ? (?–?) ⚭ ? (?–?)                                                                                         | Godfried II van Sponheim (1175/85–1223) ⚭ Adelheid van Sayn (?–1263)                                      | Dirk I van Valkenburg en Heinsberg (?–1228) ⚭ vóór 1217 Isolda (?–1220/2)                                 | Hendrik I ‘de Krijgshaftige’ van Brabant (1165–1235) ⚭ 1180 Mathilde van Boulogne (1170–1210)             | Arnoud IV van Oudenaarde (?–1242) ⚭ Alix van Rozoy (?–1265)                                               |
| Overgrootouders                               | Hendrik II ‘de Rijke’ van Nassau (ca. 1180–1247/50) ⚭ vóór 1215 Machteld van Gelre en Zutphen (?–na 1247) | Hendrik II ‘de Rijke’ van Nassau (ca. 1180–1247/50) ⚭ vóór 1215 Machteld van Gelre en Zutphen (?–na 1247) | Emico IV van Leiningen (?–1276/79) ⚭ Elisabeth (?–1263)                                                   | Emico IV van Leiningen (?–1276/79) ⚭ Elisabeth (?–1263)                                                   | Hendrik van Sponheim (–ca. 1258) ⚭ 1230 Agnes van Valkenburg en Heinsberg (?–1267)                        | Hendrik van Sponheim (–ca. 1258) ⚭ 1230 Agnes van Valkenburg en Heinsberg (?–1267)                        | Godfried van Brabant (1209–1254) ⚭1243 Maria van Oudenaarde (?–1277)                                      | Godfried van Brabant (1209–1254) ⚭1243 Maria van Oudenaarde (?–1277)                                      |
| Grootouders                                   | Otto I van Nassau (?–1289/90) ⚭ vóór 1270 Agnes van Leiningen (?–na 1299)                                 | Otto I van Nassau (?–1289/90) ⚭ vóór 1270 Agnes van Leiningen (?–na 1299)                                 | Otto I van Nassau (?–1289/90) ⚭ vóór 1270 Agnes van Leiningen (?–na 1299)                                 | Otto I van Nassau (?–1289/90) ⚭ vóór 1270 Agnes van Leiningen (?–na 1299)                                 | Dirk II van Heinsberg en Blankenberg (?–1303) ⚭ 1253 Johanna van Leuven (?–1291)                          | Dirk II van Heinsberg en Blankenberg (?–1303) ⚭ 1253 Johanna van Leuven (?–1291)                          | Dirk II van Heinsberg en Blankenberg (?–1303) ⚭ 1253 Johanna van Leuven (?–1291)                          | Dirk II van Heinsberg en Blankenberg (?–1303) ⚭ 1253 Johanna van Leuven (?–1291)                          |
| Ouders                                        | Hendrik I van Nassau-Siegen (ca. 1270–1343) ⚭ vóór 1302 Adelheid van Heinsberg en Blankenberg (?–na 1343) | Hendrik I van Nassau-Siegen (ca. 1270–1343) ⚭ vóór 1302 Adelheid van Heinsberg en Blankenberg (?–na 1343) | Hendrik I van Nassau-Siegen (ca. 1270–1343) ⚭ vóór 1302 Adelheid van Heinsberg en Blankenberg (?–na 1343) | Hendrik I van Nassau-Siegen (ca. 1270–1343) ⚭ vóór 1302 Adelheid van Heinsberg en Blankenberg (?–na 1343) | Hendrik I van Nassau-Siegen (ca. 1270–1343) ⚭ vóór 1302 Adelheid van Heinsberg en Blankenberg (?–na 1343) | Hendrik I van Nassau-Siegen (ca. 1270–1343) ⚭ vóór 1302 Adelheid van Heinsberg en Blankenberg (?–na 1343) | Hendrik I van Nassau-Siegen (ca. 1270–1343) ⚭ vóór 1302 Adelheid van Heinsberg en Blankenberg (?–na 1343) | Hendrik I van Nassau-Siegen (ca. 1270–1343) ⚭ vóór 1302 Adelheid van Heinsberg en Blankenberg (?–na 1343) |